# Ciężar dowodu
Ciężar dowodu (inaczej ciężar udowodnienia, od łac. onus probandi) – pojęcie z zakresu erystyki i prawa dowodowego. W prawie dowodowym ciężar dowodu odnosi się do tego, kto – w postępowaniu przed sądem lub innym organem stosującym prawo – ma udowodnić daną okoliczność (twierdzenie o jej występowaniu) pod rygorem przyjęcia jej za nieudowodnioną.
Termin ten powstał w XIX w. w Niemczech, sprowadzając ciężar dowodu do prawnego obowiązku dowodzenia.

## Aspekty ciężaru dowodu
I. Rosenberg zaproponował podział na subiektywny i obiektywny ciężar dowodu. Ciężar subiektywny oznacza prawną konieczność udowodnienia oznaczonych faktów, a więc kto w procesie powinien udowodnić prawdziwość spornych twierdzeń o faktach. Ciężar obiektywny wymaga ustalenia, które fakty dla osiągnięcia określonego celu wymagają ustalenia oraz określa skutki niewyjaśnienia stanu faktycznego. Podejście polskiej nauki wskazuje na rozróżnienie ciężaru dowodu w znaczeniu materialnym (obiektywnym) i formalnym (subiektywnym).
Aspekt materialny (obiektywny) dotyczy negatywnych skutków związanych z nieudowodnieniem faktów, z których strona wywodzi skutki prawne. Dla tej koncepcji bez znaczenia jest to, dlaczego nie doszło do nieudowodnienia istotnych dla sprawy rozstrzygnięć okoliczności faktycznych. Efektem negatywnego wyniku postępowania dowodowego może być postawa stron, którym nie zależy na ujawnieniu okoliczności faktycznych czy też bezskuteczne działania podjęte przez stronę. Przedmiotem znaczenia materialnego ciężaru dowodu jest kwestia na czyją korzyść albo niekorzyść należy uwzględnić negatywny wynik postępowania dowodowego. Jest to opinia przyjęta zgodnie przez autorów niemieckich, włoskich jak i polskich.
Aspekt formalny (subiektywny) zgodnie z koncepcją dominującą w Niemczech i we Włoszech sprowadza się do obowiązku wyzyskania tezy wyłącznie przez tego, kto ją zgłasza. Takie założenie przyjęto też w Polsce. Aspekt ten jest charakterystyczny dla postępowań, w których obowiązuje zasada kontradyktoryjności. To strony są obciążone wskazaniem dowodów dla stwierdzenia faktów, z których wywodzą skutki prawne. Podejmowanych jest wiele czynności procesowych w celu wskazania i przedstawienia środków dowodowych, aby wykazać prawdziwość faktów powiązanych z wywodzonymi skutkami prawnymi. Sąd może dopuścić dowód niewskazany przez stronę. 
Obie postaci ciężaru dowodu wiążą się z problemem urzeczywistnienia ich przynależności do prawa materialnego, czy do prawa procesowego. Przynależy on zarówno do prawa materialnego, gdzie występuje tylko materialny aspekt, jak również do prawa procesowego, odnoszącego się jedynie do reguł procesowych.

## Determinanty ciężaru dowodu
Ciężar dowodu jest w zasadniczej części zdeterminowany przez regulacje obowiązujące w danym systemie prawnym. Obowiązujące przepisy prawa pozytywnego, normy etyczne deontologiczne, a także prakseologiczne reguły dyskursu prawnego określają podstawowy zakres oraz treść ciężaru dowodu.
Prawo pozytywne w przypadku ciężaru dowodu określa konsekwencje nieskorzystania lub nienależytego skorzystania z przysługujących danemu podmiotowi uprawnień lub obowiązku. Również regulacje niewyrażone w prawie pozytywnym posiadają istotne znaczenie podczas przeprowadzania określonych czynności, pełnienia ról procesowych. Normy etyczne i deontologiczne wyznaczają sposoby i granice działania profesjonalnych uczestników postępowania oraz organów procesowych, powszechnie przyjmowanych zasad zachowań prawniczych, jak również przyjmowanie dyrektyw interpretacyjnych, tzw. domniemań interpretacyjnych.
Pojęcie ciężaru dowodu w każdym z zarysowanych ujęć odnosi się do każdego uczestnika postępowania lub każdego podmiotu prezentującego w procesie tezy, twierdzenia lub fakty. Wynika to z reguł racjonalnego dyskursu prawnego przewidujących spoczywanie na ich autorze obowiązku wykazania ich prawdziwości. Pokrywa się to z rzymską zasadą ei incumbit probatio qui dicit, non qui negat – ciężar dowodu spoczywa na tym kto twierdzi, a nie kto zaprzecza. Prakseologicznie ciężar dowodu polega na zasadzie równości, odnosi się do każdego uczestnika danego postępowania w stopniu równym.
Istotną rolę odgrywają też zasady zaliczane do regulacji gwarancyjnych, które wpływają na zakres i sposób funkcjonowania procesu w szczególności zasady domniemania niewinności, zasady in dubio pro reo, systemu zakazów dowodowych, zasady legalności działania organów władzy publicznej (w tym organów procesowych), zasady obiektywizmu legalizmu, zasady prawa do obrony.

## Ciężar dowodu w prawie cywilnym
W polskim prawie prywatnym obowiązuje zasada, zgodnie z którą – ilekroć przepisy tego prawa nie stanowią inaczej – ciężar dowodu danego faktu spoczywa na tym, kto się na ten fakt powołuje (chce wywodzić z niego [korzystne dla siebie] skutki prawne).
Istnieją jednak różne domniemania (łac. praesumptiones), które:
- bądź odwracają ciężar dowodu – jak np. domniemanie dobrej wiary, domniemanie winy przy niewykonaniu lub nienależytym wykonaniu zobowiązania umownego, domniemanie bezprawności cudzego działania, jakie zagraża czyjemuś dobru osobistemu, czy domniemanie spełnienia wcześniej wymagalnych świadczeń okresowych w razie wystawienia pokwitowania spełnienia jakiegoś później wymagalnego od nich świadczenia okresowego
- bądź powodują, że udowodnienie jednego faktu przesądza o uznaniu innego faktu za udowodniony bez przeprowadzania jego dowodu[6].

## Ciężar dowodu w prawie administracyjnym i podatkowym
W polskim prawie administracyjnym i podatkowym ciężar dowodu co do zasady spoczywa na tym, kto się na dany fakt powołuje (wywodzi z niego jakieś skutki prawne). W niesądowym postępowaniu administracyjnym i postępowaniu podatkowym wszczętym z urzędu tym kimś jest na ogół organ administracji publicznej i organ podatkowy. W razie zaś wszczynania takich postępowań na wniosek jednostki (obywatela) prawo często określa, prawdziwość jakich okoliczności ma ona (on) wykazać, by uzyskać pożądaną przez siebie treść decyzji administracyjnej/podatkowej.

## Konstrukcja ciężaru dowodu w procesie karnym

### Polska
Konstrukcja ciężaru dowodu w polskim procesie karnym nie ma normatywnej regulacji, występuje jako powinność udowodnienia twierdzenia wyłącznie przez tego, kto je wysunął. Odnosi się do fazy zbierania, wykazywania i przedstawiania dowodów potrzebnych do rozstrzygnięcia sprawy. Ciężar dowodu jest determinowany przez zasadę prawdy materialnej i rozdział inicjatywy dowodowej na strony i sąd oraz na zasadę domniemania niewinności, która sprawia, że ciężar dowodu ciąży na oskarżycielu, a nie na oskarżonym. Składają się na niego cztery elementy określające treść tej instytucji:
- określenie sposobu dowodzenia – kto ma obowiązek albo możliwość podjęcia aktywności,
- interes – kto ma obowiązek wykazania prawdziwości dowodu w korzystnym rozstrzygnięciu o prawdziwości tezy,
- rygor/brak rygoru – kto ma obowiązek wykazania prawdziwości dowodu w razie nieskuteczności dowodzenia tezy,
- odczuwalna niekorzyść – kto ma obowiązek wykazania prawdziwości dowodu w razie nieudowodnienia tezy.

Rozróżnienie na ujecie formalne i materialne ciężaru dowodu powinno opierać się na podziale wewnętrznym procesowych aspektów onus probandi, wyróżniających ciężar dowodu w znaczeniu materialnym odnoszącym się do norm prawa karnego materialnego i znaczeniu formalnym odnoszącym się do norm procesowych.

### Niemcy
Niemiecki proces karny jest wzorowany na inkwizycyjnych założeniach i podporządkowany zasadzie śledczej. Zasada śledcza nie została zawarta w niemieckiej ustawie procesowej. Jedynie w stadium jurysdykcyjnym przybiera postać obowiązku sądy wszechstronnego wyjaśnienia sprawy (Aufklärungspflicht). Zręby procesu karnego powstały na gruncie koncepcji procesu cywilnego, które przystosowano do dowodzenia w postępowaniu karnym. Wyróżnione zostały trzy kluczowe terminy: ciężar dowodu (Beweislast), reguły ciężaru dowodu (Beweislastregel), rozkład ciężaru dowodu (Beweislastverteilung).
Wyróżnia się obiektywny i subiektywny ciężar dowodu. Ten pierwszy dotyczy treści jaką ma przybrać sądowe rozstrzygnięcie w razie niejasności elementów stanu faktycznego, drugi zaś pozwala odpowiedzieć na pytanie kto ma udowodnić stawiana tezę odnosi się do uczestnika procesu, który przez swoją aktywność dowodową ma przeprowadzić dowód dotyczący spornej okoliczności, aby uniknąć negatywnych następstw procesowych. Autorzy niemieccy dążyli do wypracowania jednej nauki o ciężarze dowodu.

### Stany Zjednoczone
W procesie karnym Stanów Zjednoczonych oskarżony nie jest równym przeciwnikiem dla oskarżyciela, który jest wyposażony w uprawnienia władcze i wspierany przez organy ścigania. Oskarżonemu przyznano z tego powodu wiele uprawnień, z których najważniejszym jest prawo do niedostarczania przeciwko sobie dowodów. Z tego wynika, że obowiązek udowodnienia winy oskarżonemu spoczywa na oskarżycielu. Oskarżenie jest obciążone ciężarem dowodu co do elementów przestępstwa, a także w zakresie w jakim ma obalić dowody przedstawiane przez obronę. Obciążenie oskarżenia ciężarem dowodu nie jest wyartykułowane wprost w przepisach. Wywodzi się ono z prawa do rzetelnego procesu. Rozróżnia się „właściwy” ciężar dowodu polegający na obowiązku udowodnienia określonego faktu organowi orzekającemu o winie oraz „dowodowy” ciężar dowodu odnoszący się do kwestii czy organ orzekający o winie powinien w ogóle mieć styczność z danym dowodem.